# KamAZ-1221 Schatl
Der KamAZ-1221 „Schatl“ (russisch КамАЗ-1221 „Ш.А.Т.Л.“, Akronym Широко Адаптивная Транспортная Логистика bedeutet auf Deutsch sinngemäß „weitgehend anpassungsfähige Transportlogistik“, Aussprache wie das englische Wort Shuttle) ist ein autonom fahrender Kleinbus mit Elektroantrieb des russischen Fahrzeugherstellers KAMAZ, der eigentlich für Nutzfahrzeuge bekannt ist.

## Entwicklungsgeschichte und Technik
Der erste elektrisch angetriebene Kleinbus aus Russland wurde von KAMAZ, Daimler und dem Fahrzeugforschungsinstitut NAMI sowie dem Internetdienstleister Yandex entwickelt und im Jahr 2016 auf dem Moscow International Automobile Salon der Öffentlichkeit präsentiert. Im Jahr 2022 soll die Serienproduktion des Schatl beginnen. Der Omnibus kann maximal zwölf Personen transportieren und soll mit einem Ladevorgang eine Strecke von fast 200 Kilometer zurücklegen können. Die Steuerung erfolgt mit Hilfe von [5G]-Mobilfunktechnik, es werden bestimmte vordefinierte Haltepunkte ansteuert und automatisiert die Türen geöffnet. Eine von Yandex entwickelte KI-Software unterstützt die Fahrt auf der Straße mit einer Geschwindigkeit von maximal 25 km/h. Im Jahr 2018 legte der Niederflurbus eine 650 Meter lange Teststrecke mit einer Durchschnittsgeschwindigkeit von 10 km/h zurück. Der KamAZ-1221 soll in unterschiedlichen Versionen hergestellt werden, nämlich mit Front- oder Hinterradantrieb oder mit Allradantrieb.
Der KAMAZ-Chef Sergei Kogogin gab 2018 an, dass „elektrische und autonom fahrende Fahrzeuge derzeit zu den Hauptentwicklungsrichtungen in der russischen Maschinenbauindustrie zählen“, so werden laut Kogogin noch weitere ähnlich Modelle oder Konzeptstudien von den selbstbewusster werdenden russischen Fahrzeugherstellern folgen. Weiter gab er an, dass Spezialisten von KAMAZ derzeit aktiv an solchen Modellen arbeiten würden.